# Todd Phillips
Todd Phillips, właśc. Todd Bunzl (ur. 20 grudnia 1970 w Nowym Jorku) – amerykański reżyser, scenarzysta i producent filmowy. Znany z licznych przebojów kinowych, m.in. Kac Vegas (2009), Zanim odejdą wody (2010) czy Rekiny wojny (2016). Był również współautorem scenariusza do komedii Borat (2006) Larry’ego Charlesa.
Jego największym zawodowym osiągnięciem jest jak dotychczas psychologiczny thriller Joker (2019) z brawurową kreacją Joaquina Phoenixa. Film zdobył m.in. Złotego Lwa na 76. MFF w Wenecji oraz 11 nominacji do Oscara, w tym za najlepszy film i reżyserię.